# Srebrov fulminat
Srebrov fulminat (AgCNO) je eksplozivan ionski spoj srebrovog kationa i fulminatnog aniona. To je primarni eksploziv koji ima vrlo malu praktičnu vrijednost zbog velike osjetljivosti. Kontakt s jednom kapi vode detonira nekoliko miligrama srebrovog fulminata. Čak i male količine ovog eksploziva mogu prouzročiti velika šrapnelska oštećenja, tako da je potreban veliki oprez.

Srebrov fulminat prvi je sintetizirao Edward Charles Howard 1800. godine tijekom svog istraživačkog projekta u kojem je dobio razne vrste fulminata. Od njegovog otkrića uglavnom se koristio kao zanimljiv eksploziv za igračke i trikove.

## Struktura
Srebrov fulminat javlja se u obliku dva polimorfa, rompskom obliku i trigonalnom obliku s romboedarskom jediničnom ćelijom. Trigonalni polimorf sastoji se od cikličkih heksamera, (AgCNO)6.

## Sinteza
Srebrov fulminat može se prirediti reakcijom koncentrirane dušične kiseline s metalnim srebrom i etanolom, uz pažljivu kontrolu uvjeta reakcije, da bi se izbjegla eksplozija.
Samo mala količina srebrovog fulminata se može prirediti odjednom, jer čak i težina samih kristala može izazvati samo-detonaciju.

Srebrov fulminat može se prirediti i slučajno, kada kisela otopina srebrovog nitrata dođe u kontakt s alkoholom. To se može dogoditi kod npr. kemijskog posrebrivanja ogledala.